# Grand Canal
Grand Canal (iriska: An Chanáil Mhór) är en kanal i republiken Irland.   Den ligger i grevskapet County Galway och provinsen Connacht, i den centrala delen av landet, 130 km väster om huvudstaden Dublin.